# Хаџи Леши
Хаџи Леши (алб. Haxhi Lleshi; Албанија, 19. октобар 1913 — Тирана, 1. јануар 1998) је био партизански командант током Народноослободилачке борбе, председник НР Албаније од 1953. године до 1982. године и народни херој Албаније.

## Биографија
Рођен је 1913. године. Био је један од најбољих команданата и бораца против италијанских и немачких окупаторских снага у Албанији током Другог светског рата. У знак признања, после рата је био проглашен за народног хероја Албаније.
Након што је 1944. године у Албанији формирана антифашистичка Привремена влада, Леши је био министар унутрашњих послова до 1946. године.
Дана 1. августа 1953. године постао је председник Президијума Народне скупштине Албаније (председник Албаније). Био је један од троје најмоћнијих људи у послератној Албанији, заједно уз Енвера Хоџу (секретар КП Албаније) и Мехмета Шехуа (премијер).
Леши је био на функцији председника Албаније скоро 30 година, до 22. новембра 1982. године када је отишао у пензију.
Умро је природном смрћу 1998. године у Тирани.